# Gerd Bucerius
Gerd Bucerius (Hamm, 19 de maio de 1906 - Hamburgo 29 de setembro de 1995) foi um político, advogado e jornalista alemão.

## Carreira
Gerd Bucerius nasceu em 1906 na cidade de Hamm. Ele estudou direito em Freiburg, Berlim e Hamburgo. No período da chegada dos nazistas, aos quais ele opunha, ao poder em 1933, sua esposa de fé judaica, refugiou-se na Grã-Bretanha. Gerd já formado e diplomado em direito, defende ao longo dos anos de guerra muitos clientes judeus.
Após a vitória dos aliados, Gerd Bucerius lançou-se na política e no jornalismo tendo os britânicos o colocando como importante integrante na reorganização política do Senado de Hamburgo. Ele foi eleito deputado em 1949 para o primeiro parlamento alemão do pós-guerra (Deutsche Bundestag).
Em 1946, junto aos jornalistas Lovis H. Lorenz, Richard Tüngel e Ewald Schmidt di Simoni, criou o jornal Die Zeit, na cidade de Hamburgo.
Morreu aos 89 anos na cidade de Hamburgo.